# Ніколає Теклу
Ніколає Теклу (рум. Nicolae Teclu; нар. 1839, Брашов — 13 липня 1916, Відень) — румунський хімік. Вивчав інженерну справу і архітектуру, а потім хімію. Продовжуючи свою кар'єру, він став професором загальної та аналітичної хімії у Відні.

## Біографія
Народився в 1839 в Брашові, що знаходився тоді в Австрійській імперії. На той час хімія як наука ще не була достатньо розвиненою. Текла вивчав хімію у Віденському Політехнічному інституті, а пізніше — архітектуру в мюнхенській Академії витончених мистецтв. Після короткого часу, проведеного в Румунії, він повертається до Відня і стає професором загальної та аналітичної хімії. У 1890 отримує патент на свій винахід — газовий пальник з механізмом, що дозволяє змішувати потрібні обсяги метану і повітря. Його пальник створює полум'я з більш високою температурою, ніж Пальник Бунзена. Пальники Теклу поширені не тільки в Румунії, але і по всьому світу.

## Праці
Його області дослідження включають:
- Опір паперових і дерев'яних волокон;
- Мінеральні барвники;
- Масла, використовувані в образотворчому мистецтві;
- Горіння газів (алкани).

Він також створив ще кілька лабораторних інструментів, збережених нині в Університеті Бухареста. Найважливіший — прилад для виявлення метану.
Член Румунської Академії.

## Пам'ять
На честь Ніколае Теклу названа станція на лінії Бухарестського метро, відкрита в 2008.